# Heliconia arrecta
Heliconia arrecta är en enhjärtbladig växtart som beskrevs av Walter John Emil Kress och Julio Betancur. Heliconia arrecta ingår i släktet Heliconia och familjen Heliconiaceae. Inga underarter finns listade.